# Deutsche-Brüsseler-Zeitung
Die Deutsche-Brüsseler-Zeitung (DBZ) war eine von Adelbert von Bornstedt 1847 in Brüssel gegründete Zeitung, die zweimal wöchentlich erschien. Bereits im November 1846 erschien ein „Prospectus“. Die Zeitung erschien vom 1. Januar 1847 bis zum 27. Februar 1848. Die Auflage betrug 200 bis 300 Exemplare. Die DBZ war zeitweilig Organ des Deutschen Arbeiter Vereins in Brüssel und der Association Démocratique. Bekannt wurde die Zeitung durch die Mitarbeit von Karl Marx, Friedrich Engels und Wilhelm Wolff.

## Die Deutsche-Brüsseler-Zeitung
Die DBZ wurde von Bornstedt nach seiner erzwungenen Ausweisung aus Paris in Brüssel herausgegeben. Ursprünglich sollte Julius Behrens Mitherausgeber sein. Die erste Probenummer erschien nach dem 5. November und die zweite am 22. November 1846. Die ersten Redakteure waren Bornstedt und Hermann Freidanck, der von Friedrich Krüger abgelöst wurde. Die Zeitung wurde von der Druckerei Friedrich Wilhelm Köthers hergestellt. In London veröffentlichten die Deutsch-Londoner Zeitung und der von George Julian Harney herausgegebene Northern Star Nachdrucke von einzelnen Artikeln, in Deutschland konnte keine Zeitung Artikel der DBZ veröffentlichen. In der Schweiz und in Paris gab es wenige Erwähnungen der DBZ. Verschiedene Versuche Preußens und Österreichs, die Zeitung gar nicht erst erscheinen zu lassen, waren erfolglos, da § 18 der belgischen Verfassung die Pressefreiheit garantierte.
Aus dem Umfeld von Marx war Wilhelm Wolff der erste Mitarbeiter der DBZ. Wolff schrieb dreißig Artikel für die Zeitung. Seine Mitarbeit begann mit einem Bericht: „Wer wird durch den vereinigten Landtag in Preußen vertreten?“ Auch der Artikel „Schutzzoll oder Freihandels-System“ stammt von ihm und nicht von Friedrich Engels.
Karl Marx’ erster Artikel war die Erklärung gegen Karl Grün. Seine regelmäßige Mitarbeit setzte aber erst mit dem Artikel Der Kommunismus des „Rheinischen Beobachters“ im September 1847 ein. Friedrich Engels begann seine Mitarbeit zum selben Zeitpunkt wie Marx mit seiner Auseinandersetzung mit dem „wahren Sozialismus“ (Deutscher Sozialismus in Versen und Prosa). Stephan Born schrieb sechs namentlich gekennzeichnete Artikel, ebenso Karl Heinzen und Moses Heß. Von Georg Weerth druckte Bornstedt einige zuvor veröffentlichte Gedichte ab, und Weerth schrieb vor allen Dingen über die Chartisten in England und über den Brüsseler Freihandelskongress. Ferdinand Wolff steuerte einen namentlich gekennzeichneten Artikel sowie drei weitere bei, die den Titel „Zeitskizzen“ trugen.
Wesentliche Themen in der DBZ waren die Solidarität mit Polen, Berichte über den Brüsseler Deutschen Arbeiter Verein, die Gründung und Entwicklung der Association Démocratique, einer internationalen Gesellschaft aus Belgiern, Polen, Franzosen und Deutschen. Außerdem setzte sie sich mit den Schutzzoll- und Freihandelsdebatten auseinander. Mit Ausbruch der Pariser Februarrevolution 1848 und der Angst der belgischen Behörden unter Leopold I. wurden zahlreiche Mitglieder der Association Démocratique und Mitarbeiter der DBZ verhaftet. Bornstedt und Marx gingen, weil ausgewiesen, wie viele andere nach Paris.
Von Heinrich Heine erschienen sechs Gedichte im Feuilleton der DBZ, darunter das Weberlied und „Die Lobgesänge auf König Ludwig“. Außerdem veröffentlichte die DBZ in Beilagen vier Karikaturen, darunter eine von Friedrich Engels („Eröffnung der preußischen Landstände“).

## Zitate
„Der mehrmals mißlungene Versuch, eine deutsche Zeitung hier zu gründen, soll, wie wir hören, abermals gemacht werden. Mit dem 1. Januar 1847 wird hier eine ‚Deutsch Brüsseler Zeitung‘ ins Leben treten. Als Herausgeber derselben werden uns genannt: der wegen seiner legitimistischen Verwickelungen aus Paris ausgewiesene sehr bekannte A. V. Bornstedt und ein Hr. Behrens aus Berlin. Die in den nächsten Tagen erscheinende Probenummer wird zeigen, in wie fern sich die angeblich socialistische Tendenzen des Hrn. Behrens mit der legitimistisch-ultramontanen des Hrn. Bornstedt verschmelzen.“

„Die Pietät gegen das Vaterland wird, dies ist nur zu wahr, von keiner Nation mehr verletzt, als von den Deutschen, und es ist dies eine der Hauptursachen des üblen Geruches, in welchem wir bei andern Völkern stehen. Feile oder herzlose Schreiber deutscher Herkunft haben so ziemlich überall, wo es eine Presse giebt, unsere Nationalität an den Pranger gestellt. Nirgends indessen geschieht dies auf schamlosere Weise, als in Brüssel. Die ‚deutsche Brüsseler Zeitung‘ ist ein Schandblatt, das um einige Judaspfennige das Heiligste in den Koth tritt, was die roheste Pöbelseele unangetastet läßt; ein gewerbsmäßig betriebener Vaterlandsverrath um den Lohn eines elenden Sündengeldes, das man auf Bierbänken verpraßt. Die ‚deutsche Brüsseler Zeitung‘ hat dabei die Schamlosigkeit, ihr buhlerisches Gewerbe sich offen auf die Stirne zu schreiben. Ihr Octoberquartal kündigte sie durch folgende Benachrichtigung an: Jeder neue Abonnent auf ein Jahr erhält beim Erscheinen der ‚Memoiren von Fräulein Tschech‘ ein Freiexemplar. Vom 1. October an begann der Abdruck der ‚Memoiren zur geheimen Geschichte des preußischen Hofes‘. — Man kann auch einzelne Nummern der Zeitung und der Carricaturen im Café Hôtel du Domino, in dem Estaminet à la ville de Mallines und an den verschiedenen Eisenbahnstationen haben.“

„Der Kampf mit Herrn Engels entspann sich durch eine Bemerkung der ‚Brüßeler Deutschen Zeitung‘; deren Redakteur, der berühmte Herr von Bornstadt, auf kommunistischer Inspiration (er selbst wußte von der Sache nichts) mir den vorwurf machte, ich habe den Krieg mit den Kommunisten begonnen. Eine Erklärung, worin ich diese Unwahrheit zurückwies und zugleich ein Paar allgemeine Bemerkungen über Kommunisten und Kommunismus machte, nahm Herr Engels als Fehdehandschuh auf.“

## Nachdruck
- Deutsche-Brüsseler-Zeitung. Edition Culture et Civilisation, Bruxelles o. J. [1981]
  - Deutsche-Brüsseler-Zeitung. 1. Januar 1847 – 27. Februar 1848. Faksimile mit Einführung und Anmerkungen von Bert Andréas; Jacques Grandjonc; Hans Pelger. Edition Culture et Civilisation, Bruxelles o. J.[1981]

## Teilnachdrucke
- Marx-Engels-Werke Bd. 4 (siehe Weblinks)
- Der Bund der Kommunisten. Dokumente und Materialien. Bd. 1 1836–1849. Dietz Verlag, Berlin 1970
- Walter Schmidt (Hrsg.): Wilhelm Wolff. Aus Schlesien, Preußen und dem Reich. Ausgewählte Schriften. Dietz Verlag, Berlin 1985, S. 114–183
- Association Démocratique, ayant pour but l´union et la fraternité de tous les peuples. Eine frühe internationale demokratische Vereinigung in Brüssel 1847–1848. Hrsg. von Bert Andréas, Jacques Grandjonc und Hans Pelger. Bearb. von Helmut Elsner und Elisabeth Neu. Trier 2004, ISBN 3-86077-847-1 (Schriften aus dem Karl-Marx-Haus Heft 44)

## Autoren

### Mitarbeiter
Außer Bornstedt, Wilhelm Wolff, Marx und Engels
- Friedrich Crüger (Redakteur) (* 1821)[18][19]
- Hermann Freydanck (Redakteur)[20]
- Stephan Born[21]
- Friedrich Albert Martin Breyer (1812–1876)[22]
- Karl Heinzen[23]
- Moses Heß[24]
- Ferdinand Lassalle[25]
- German Mäurer[26]
- Mathias Marti[27]
- Jakob Schabelitz[28]
- Carl Schapper[29]
- Georg Weerth[30]
- Ferdinand Wolff[31]
- Adolf Cluß[32]

### Beiträger
- Ferdinand Freiligrath[33]
- Heinrich Heine[34]
- Georg Herwegh[35]
- Gottfried Keller[36]